# Albanees kenteken

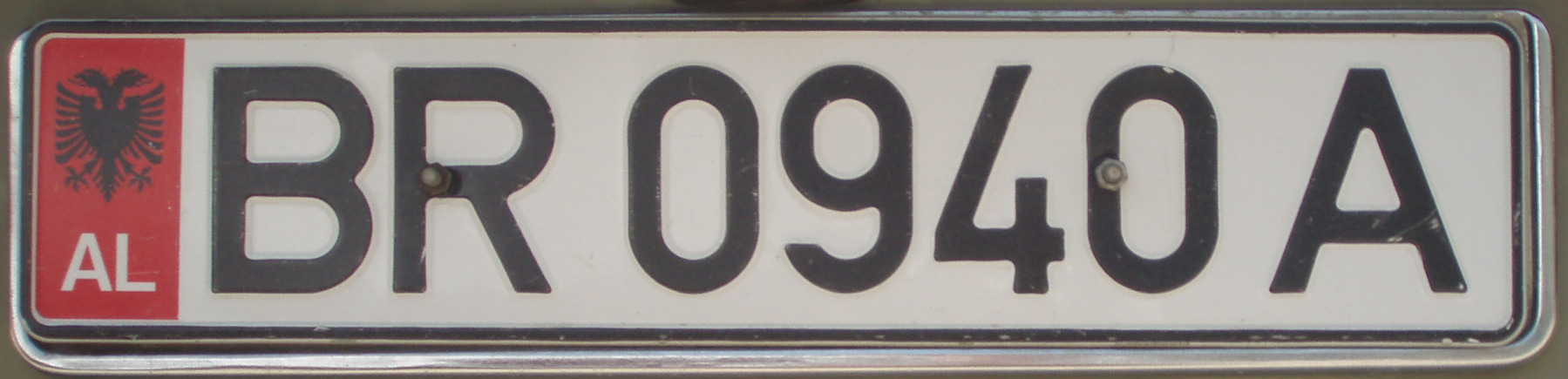
Albanees kenteken van de stad Berat

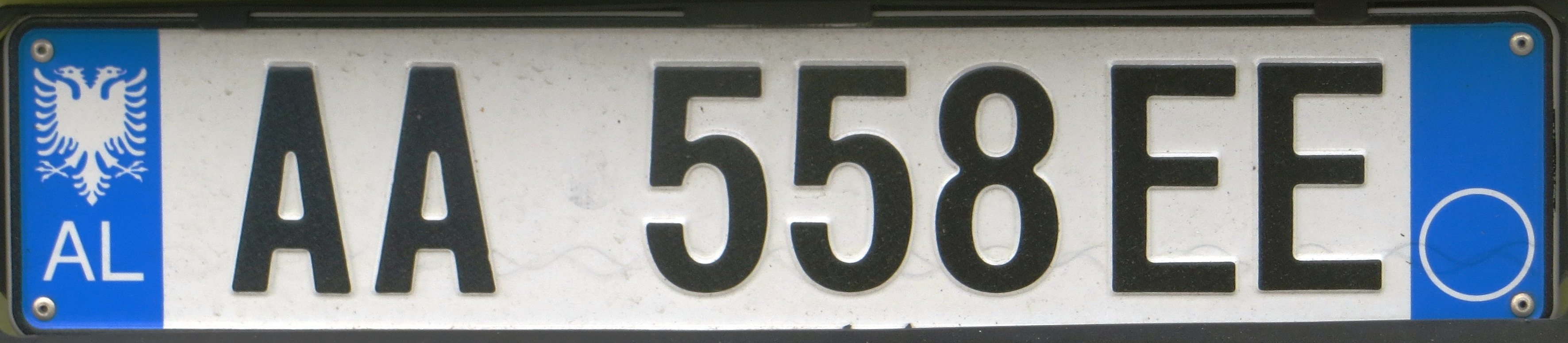
Nieuwe plaat

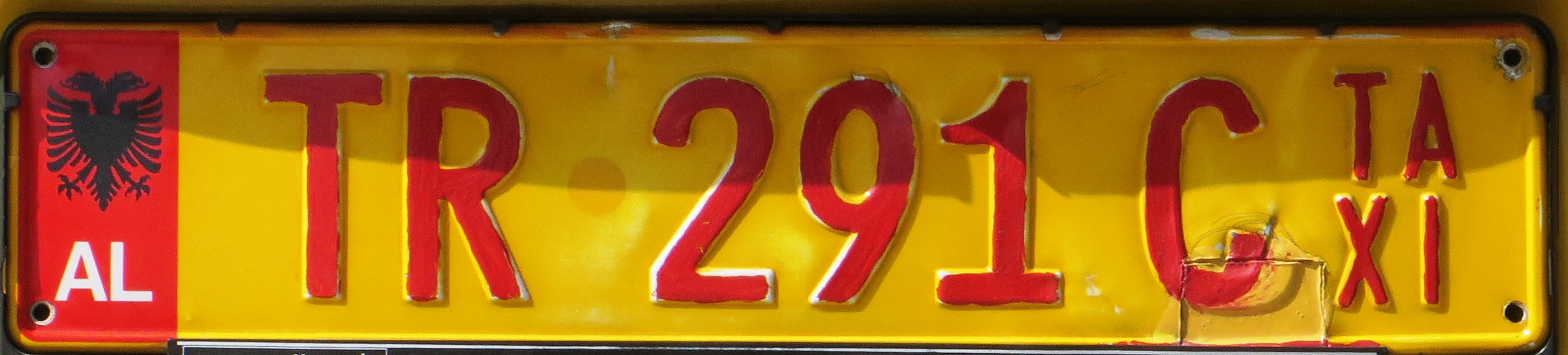
Taxi plaat

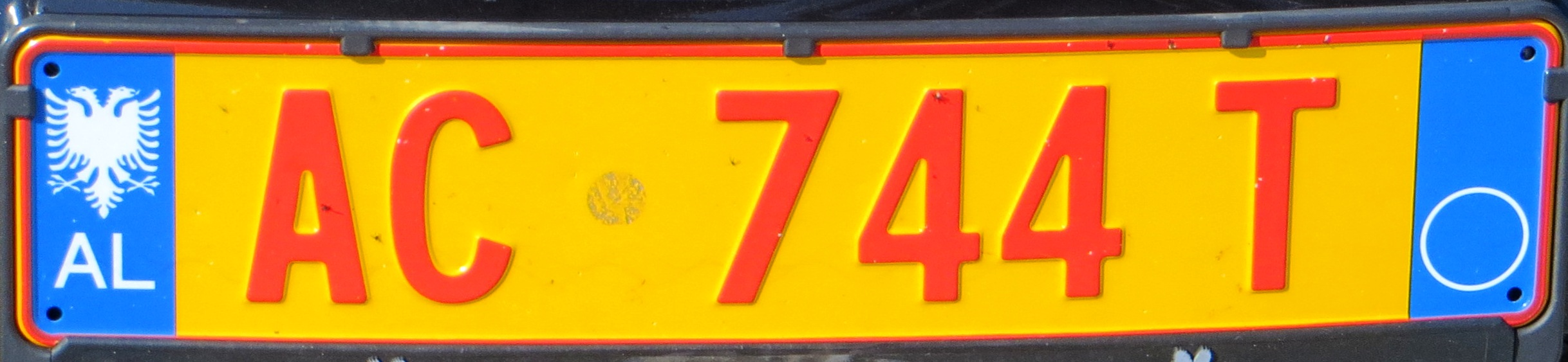
Nieuwe taxi plaat

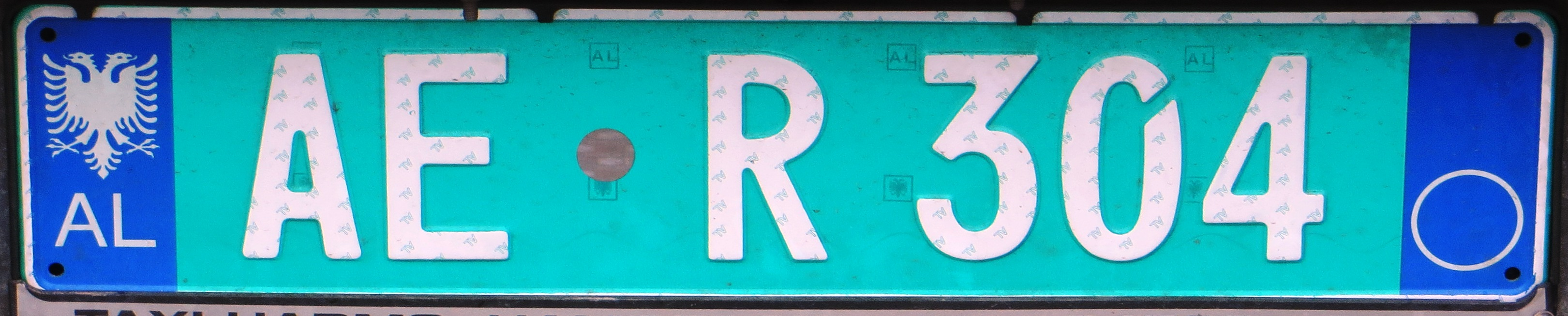
Trailer plaat

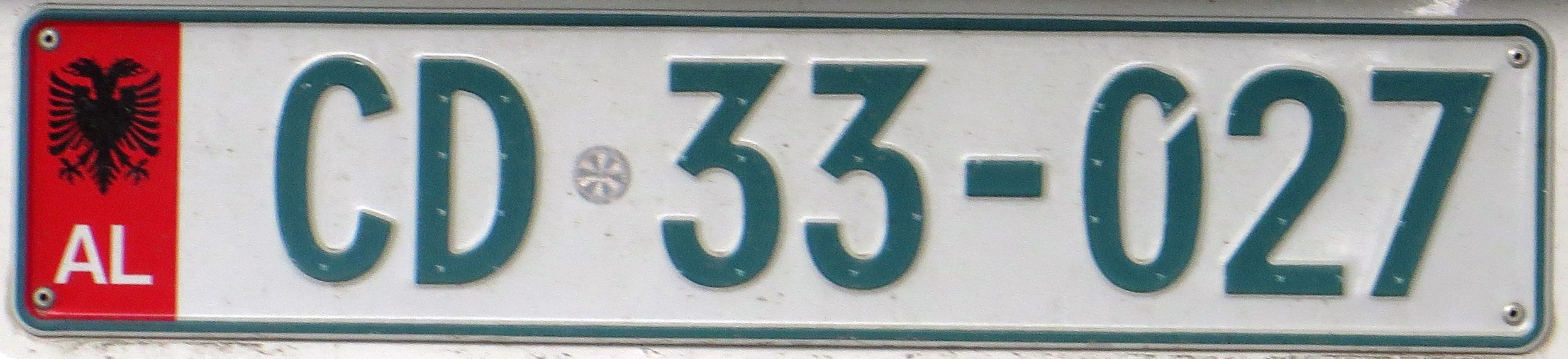
CD plaat

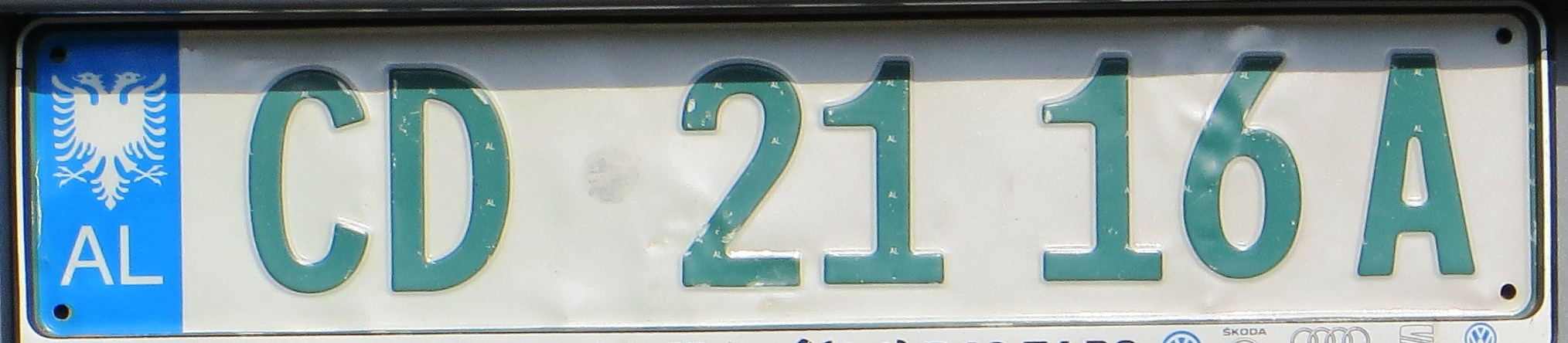
nieuwe CD plaat

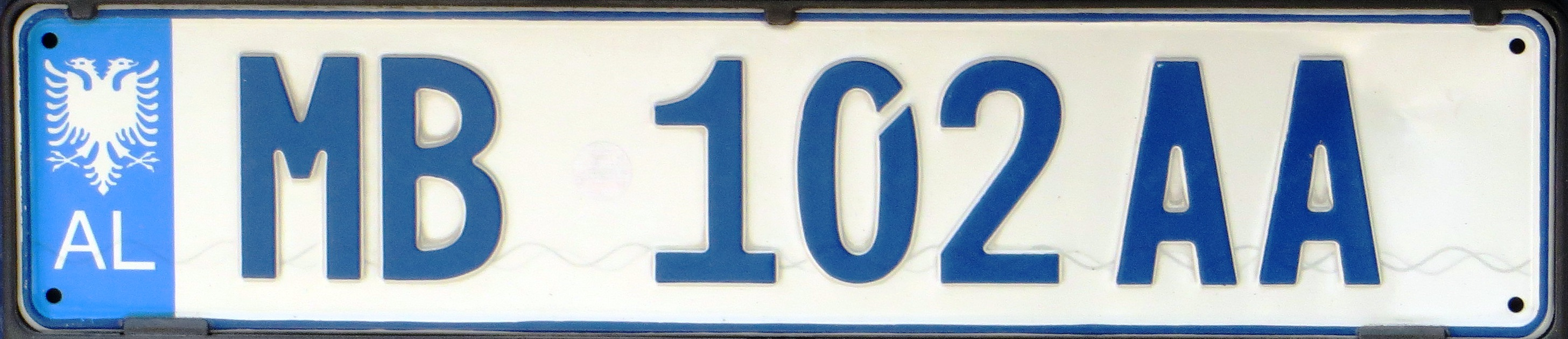
politie plaat

In Albanië worden de kentekens uitgegeven door de regionale overheden.

## Nummers en letters
De volgende tabel toont de basisstructuur van de kentekenplaten in Albanië.
| District    | Nummers | Letters |
| ----------- | ------- | ------- |
| TR (Tirana) | 1234    | A       |

De regionale code is een tweeletterige afkorting van de districtnaam. De afkorting voor Tirana is TR. TR wordt dan gevolgd door een viercijferig nummer en één letter. De letter geeft aan uit welke serie de nummers komen. Een kentekenplaat eindigend op een M is dus altijd recenter uitgegeven dan een kentekenplaat eindigend op een L uit hetzelfde district.

## Regionale codes

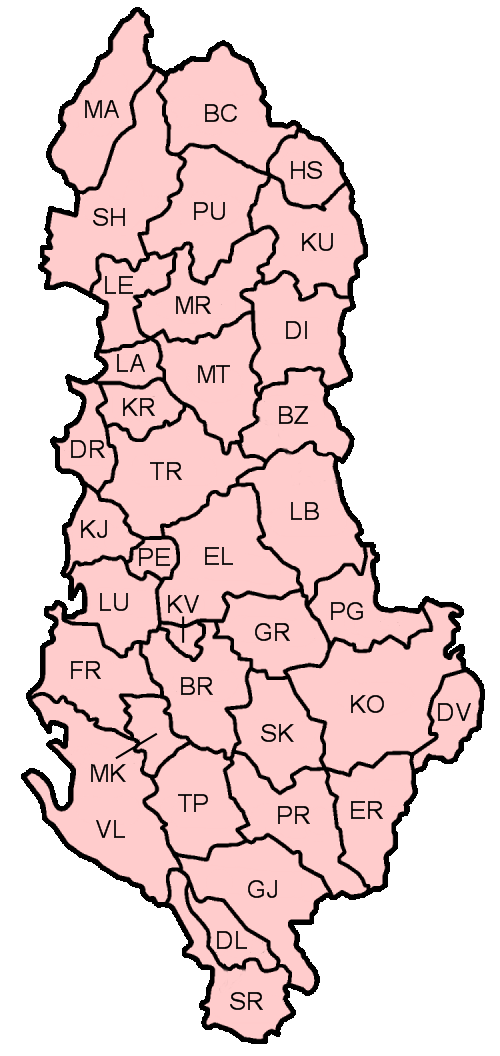
Kaart van Albanië met de regionale codes

| District       | Code |
| -------------- | ---- |
| Berat          | BR   |
| Bulqizë        | BZ   |
| Delvinë        | DL   |
| Devoll         | DV   |
| Dibër          | DI   |
| Durrës         | DR   |
| Elbasan        | EL   |
| Fier           | FR   |
| Gjirokastër    | GJ   |
| Gramsh         | GR   |
| Has            | HS   |
| Kavajë         | KJ   |
| Kolonjë        | ER   |
| Korçë          | KO   |
| Krujë          | KR   |
| Kuçovë         | KV   |
| Kukës          | KU   |
| Kurbin         | LA   |
| Librazhd       | LB   |
| Lezhë          | LE   |
| Lushnjë        | LU   |
| Malësi e Madhe | MA   |
| Mallakastër    | MK   |
| Mat            | MT   |
| Mirditë        | MR   |
| Peqin          | PE   |
| Përmet         | PR   |
| Pogradec       | PG   |
| Pukë           | PU   |
| Sarandë        | SR   |
| Shkodër        | SH   |
| Skrapar        | SK   |
| Tirana         | TR   |
| Tepelenë       | TP   |
| Tropojë        | BC   |
| Vlorë          | VL   |